# Ариелла Феррера
Арие́лла Ферре́ра (исп. Ariella Ferrera, настоящее имя — Мария Рестре́по (исп. Maria Restrepo); род. 15 января 1979, Медельин, Колумбия) — американская порноактриса колумбийского происхождения.

## Биография
Мария Рестрепо родилась 15 января 1979 года в Медельине, Колумбия. Когда ей было 5 лет, она вместе с семьёй переехала в Чикаго, Иллинойс, США. В настоящее время проживает в Мишен-Вьехо, Калифорния.
Некоторое время работала стоматологом-гигиенистом. Задумалась о смене профессии и переходе в порноиндустрию после общения с одной из своих пациенток, которая оказалась порноактрисой.

### Карьера в порнофильмах
Дебютировала в порно в 2009 году, в возрасте 30 лет.
В 2011 году была номинирована на премию AVN Award «Best All-Girl 3-Way Sex Scene». В 2014 году номинирована на премию XBIZ Award  «MILF исполнитель года». В 2015 году номинирована на премии AVN («Награда болельщиков: самая горячая MILF» и «MILF исполнитель года»). В 2016 году номинирована на премии AVN («Награда болельщиков: самая горячая MILF») и XBIZ («Девушка/девушка исполнитель года» и «MILF исполнитель года»). В 2018 году номинирована на XBIZ («MILF исполнитель года»).
Сотрудничает с такими студиями, как Brazzers, Devil's Film, Evil Angel, Girlfriends Films, Naughty America, Reality Kings и другими.
По состоянию на май 2019 года снялась в 480 порнофильмах.

## Личная жизнь
Любит катание на велосипеде, кемпинг, плавание, бег и походы. Занимается в тренажёрном зале. Любит стрельбу по мишеням.
Является бисексуалкой.

## Награды и номинации
| Год  | Премия            | Номинация                               | Фильм              | Результат |
| ---- | ----------------- | --------------------------------------- | ------------------ | --------- |
| 2011 | AVN Award         | Best All-Girl 3-Way Sex Scene           | Field of Schemes 8 | Номинация |
| 2014 | XBIZ Award        | MILF исполнитель года                   |                    | Номинация |
| 2015 | AVN Award         | Награда болельщиков: самая горячая MILF |                    | Номинация |
| 2015 | AVN Award         | MILF исполнитель года                   |                    | Номинация |
| 2016 | AVN Award         | Награда болельщиков: самая горячая MILF |                    | Номинация |
| 2016 | Spank Bank Awards | Самая великолепная MILF                 |                    | Номинация |
| 2016 | XBIZ Award        | Девушка/девушка исполнитель года        |                    | Номинация |
| 2016 | XBIZ Award        | MILF исполнитель года                   |                    | Номинация |
| 2018 | Spank Bank Awards | Экзотическая роковая женщина года       |                    | Номинация |
| 2018 | XBIZ Award        | MILF исполнитель года                   |                    | Номинация |
| 2019 | Spank Bank Awards | Baroness of Licking Lady Ass            |                    | Номинация |
| 2019 | Spank Bank Awards | Most Volumptous Vixen                   |                    | Номинация |